# Château de la Fontaine (Anse)
Pour les articles homonymes, voir Château de la Fontaine.
Le château de la Fontaine est situé sur la commune d’Anse, dans le département du Rhône, à flanc de colline, face à la Saône et en bordure de la nationale 6.
Le château fait l’objet d’un classement au titre des monuments historiques depuis 1912.

## Histoire
Le fief de la Fontaine a appartenu à plusieurs familles, et sont attestés plusieurs seigneurs, Jean Covet en 1570, Laurent Bessié dans la première moitié du XVIIe siècle, dont la fille unique Élisabeth ( - 1669), dame de la Fontaine, épouse Alexandre Bottu ( - 1650), seigneur de la Barmondière et de Montchervet, conseiller secrétaire du roi, avocat de Madame au bailliage de Dombes.
Leur fils Laurent Bottu de la Barmondière, conseiller secrétaire du roi épouse Marguerite Fiot en 1654, puis leur fils unique François, écuyer, épouse Marie Anne Hesseler et succède à son père en 1692. Lui succèdent son fils François, écuyer, marié à Charlotte des Champs et leur fils unique Louis François, écuyer, marié à demoiselle Sabot de Piseys. Leur fille et héritière Thérèse ( - 1842), est chanoinesse du chapitre de Joursey en Forez. En 1842, elle lègue le château de la Fontaine à la mense archiépiscopale de Lyon.
Une œuvre du peintre Utrillo datant de 1931 représente le « château de la Fontaine ».
Le domaine est aujourd'hui une propriété privée. Il ne se visite pas.

## Armoiries
- Bessié : d’azur à la bande d’argent, chargée de trois étoiles de sable.
- Bottu de la Barmondière : d'azur au chef et chevron d'or accompagné d'un lion de même en pointe, armé et lampassé de gueules.

## Architecture

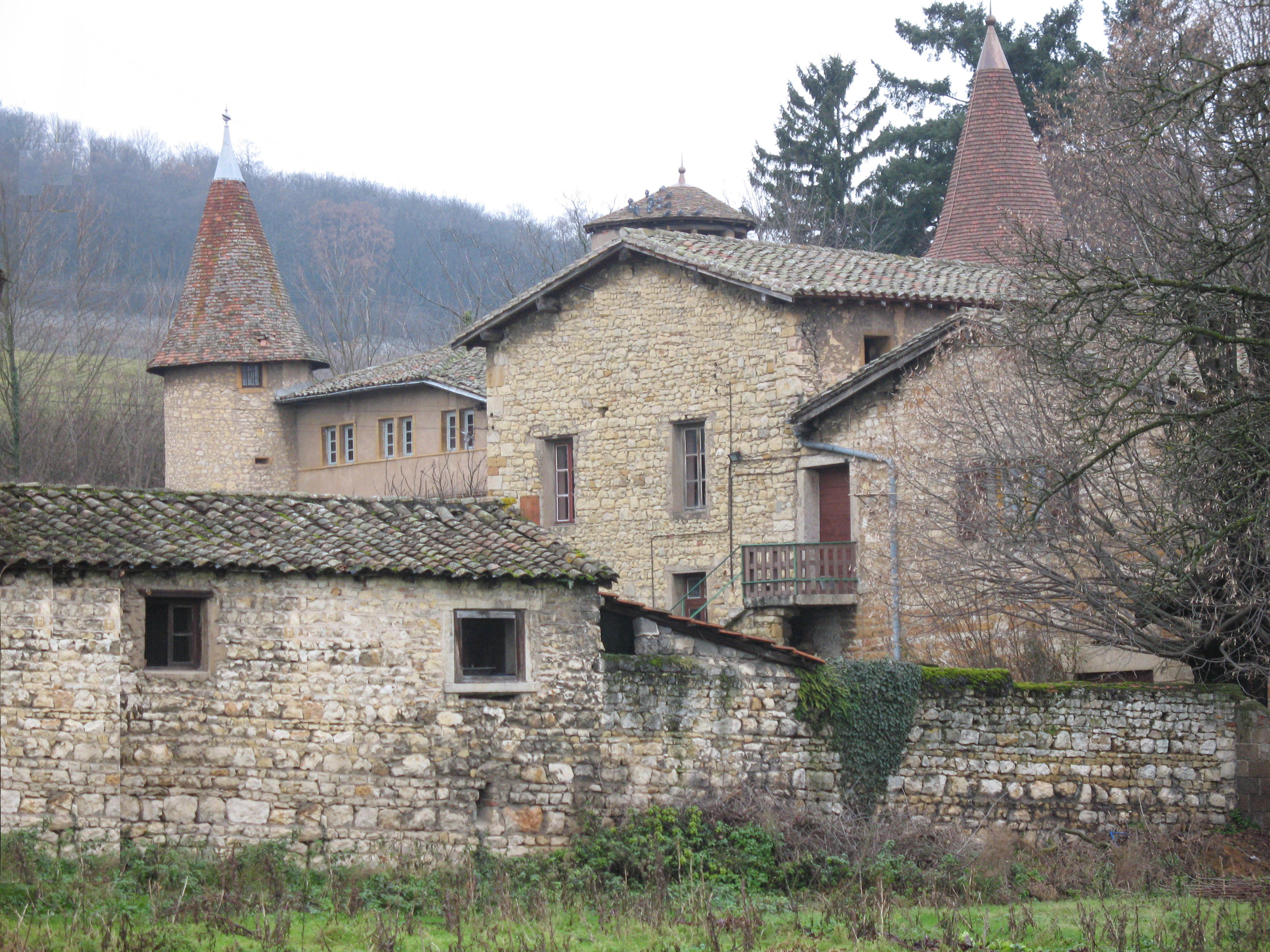
Côté cour.
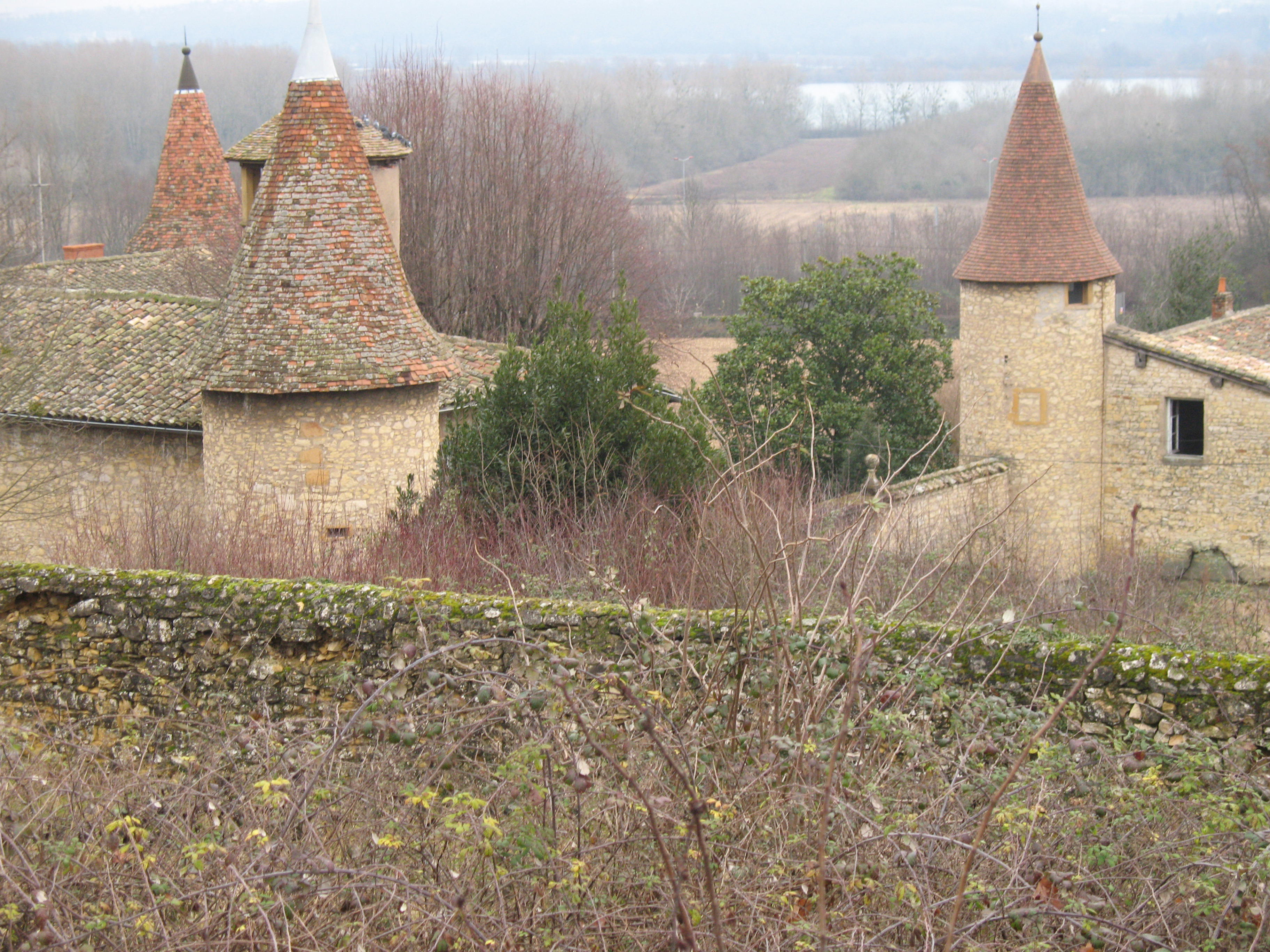
Au loin, la Saône.
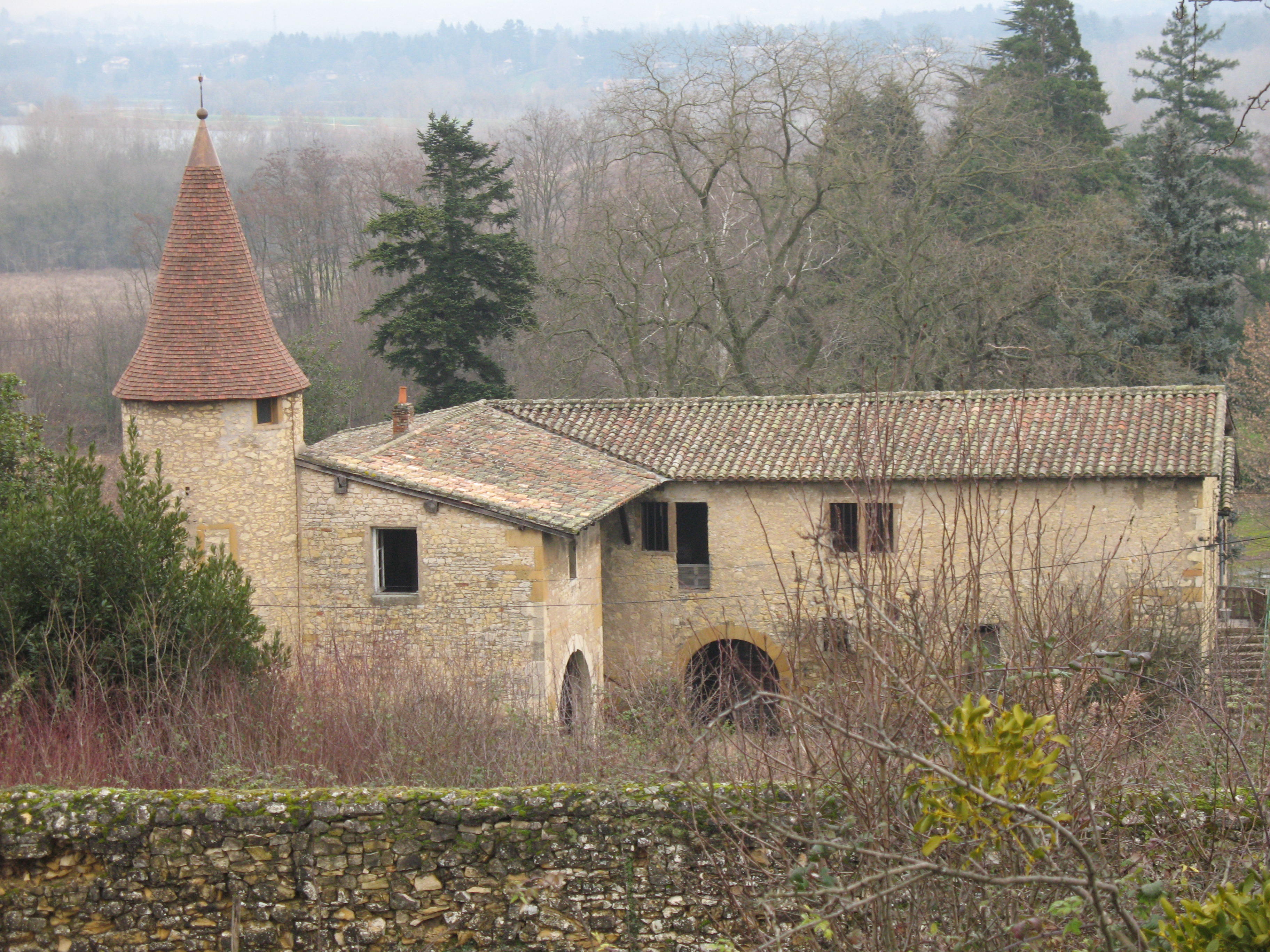
Communs.

Le château, de style Renaissance, a été construit en plusieurs étapes aux XVe, XVIe et XVIIe siècles. Il se compose de deux corps de logis en équerre, le tout cantonné de quatre poivrières.
La façade du premier corps de logis, orienté est ouest, comporte deux étages de galeries, supportés par des colonnes et desservis par une tour recouverte de tuiles en écaille.
Le second corps de logis, orienté nord sud, comporte deux étages et est percé de fenêtres à meneaux. La porte d'entrée monumentale est ornée d'un encadrement de pierres de taille.
Les communs, cuvage et grange, datent des XVIIe et XVIIIe siècles.